# Aleksandar Katai
Aleksandar Katai (in serbo Александар Катаи?; Vrbas, 6 febbraio 1991) è un calciatore serbo, centrocampista della Stella Rossa.

## Caratteristiche tecniche
Trequartista, può giocare come ala su entrambe le fasce.Ha nelle corde un ottimo cambio di passo e un buon dribbling, oltre che avere ottimi piedi per crossare o calciare.

## Carriera

### Club
Nell'estate del 2011 l'Olympiacos lo acquista dal Vojvodina per 1,4 milioni di euro.
Il 6 febbraio 2018 viene girato in prestito, dagli spagnoli dell’Alavés, agli statunitensi del Chicago Fire. Dopo essere stato ingaggiato dal LA Galaxy ed aver disputato due partite di campionato, il 6 giugno il calciatore viene licenziato a causa di alcune frasi razziste della moglie rivolte verso il caso di George Floyd, il cittadino statunitense ucciso dalla polizia a Minneapolis.
Rimane svincolato fino al 10 luglio 2020, giorno in cui fa ritorno alla Stella Rossa.

### Nazionale
Tra il 2011 ed il 2012 ha giocato complessivamente 6 partite nella nazionale serba Under-21; nel 2015 ha esordito in nazionale maggiore.

## Statistiche

### Presenze e reti nei club
Statistiche aggiornate al 10 novembre 2024.
| Stagione            | Squadra             | Campionato          | Campionato | Campionato | Coppe nazionali | Coppe nazionali | Coppe nazionali | Coppe continentali | Coppe continentali | Coppe continentali | Altre coppe | Altre coppe | Altre coppe | Totale | Totale | Totale |
| Stagione            | Squadra             | Comp                | Pres       | Reti       | Comp            | Pres            | Reti            | Comp               | Pres               | Reti               | Comp        | Pres        | Reti        | Pres   | Reti   |        |
| ------------------- | ------------------- | ------------------- | ---------- | ---------- | --------------- | --------------- | --------------- | ------------------ | ------------------ | ------------------ | ----------- | ----------- | ----------- | ------ | ------ | ------ |
| gen.-giu. 2010      | Vojvodina           | SL                  | 6          | 3          | CS              | -               | -               | -                  | -                  | -                  | -           | -           | -           | 6      | 3      |        |
| 2010-2011           | Vojvodina           | SL                  | 23         | 3          | CS              | 3               | 1               | -                  | -                  | -                  | -           | -           | -           | 26     | 4      |        |
| 2011-gen. 2012      | OFI Creta           | SL                  | 2          | 0          | CG              | 0               | 0               | -                  | -                  | -                  | -           | -           | -           | 2      | 0      |        |
| gen.-giu. 2012      | Vojvodina           | SL                  | 11         | 1          | CS              | 2               | 0               | -                  | -                  | -                  | -           | -           | -           | 13     | 1      |        |
| 2012-2013           | Vojvodina           | SL                  | 20         | 5          | CS              | 5               | 0               | -                  | -                  | -                  | -           | -           | -           | 25     | 5      |        |
| Totale Vojvodina    | Totale Vojvodina    | Totale Vojvodina    | 60         | 12         |                 | 10              | 1               |                    | -                  | -                  |             | -           | -           | 70     | 13     |        |
| 2013-2014           | Platanias           | SL                  | 24         | 8          | CG              | 2               | 0               | -                  | -                  | -                  | -           | -           | -           | 26     | 8      |        |
| 2014-2015           | Stella Rossa        | SL                  | 20         | 2          | CS              | 2               | 0               | -                  | -                  | -                  | -           | -           | -           | 22     | 2      |        |
| 2015-2016           | Stella Rossa        | SL                  | 33         | 21         | CS              | 1               | 2               | UEL                | 2                  | 0                  | -           | -           | -           | 36     | 23     |        |
| ago. 2016           | Stella Rossa        | SL                  | 4          | 2          | CS              | 0               | 0               | UCL+UEL            | 4+2                | 3+1                | -           | -           | -           | 10     | 6      |        |
| ago. 2016-2017      | Alavés              | PD                  | 20         | 3          | CR              | 6               | 0               | -                  | -                  | -                  | -           | -           | -           | 26     | 3      |        |
| 2017-feb. 2018      | Alavés              | PD                  | 3          | 0          | CR              | 1               | 0               | -                  | -                  | -                  | -           | -           | -           | 4      | 0      |        |
| Totale Alavés       | Totale Alavés       | Totale Alavés       | 23         | 3          |                 | 7               | 0               |                    | -                  | -                  |             | -           | -           | 30     | 3      |        |
| 2018                | Chicago Fire        | MLS                 | 33         | 12         | USOC            | 4               | 1               | -                  | -                  | -                  | -           | -           | -           | 37     | 13     |        |
| 2019                | Chicago Fire        | MLS                 | 29         | 6          | USOC            | 0               | 0               | -                  | -                  | -                  | -           | -           | -           | 29     | 6      |        |
| Totale Chicago Fire | Totale Chicago Fire | Totale Chicago Fire | 62         | 18         |                 | 4               | 1               |                    | -                  | -                  |             | -           | -           | 66     | 19     |        |
| gen.-giu. 2020      | LA Galaxy           | MLS                 | 2          | 0          | -               | -               | -               | -                  | -                  | -                  | -           | -           | -           | 2      | 0      |        |
| 2020-2021           | Stella Rossa        | SL                  | 23         | 14         | CS              | 3               | 1               | UCL+UEL            | 3+5                | 0+3                | -           | -           | -           | 34     | 18     |        |
| 2021-2022           | Stella Rossa        | SL                  | 31         | 24         | CS              | 4               | 2               | UCL+UEL            | 4+8                | 2+4                | -           | -           | -           | 47     | 32     |        |
| 2022-2023           | Stella Rossa        | SL                  | 35         | 17         | CS              | 5               | 0               | UCL+UEL            | 4+6                | 0+2                | -           | -           | -           | 50     | 19     |        |
| 2023-2024           | Stella Rossa        | SL                  | 23         | 9          | CS              | 5               | 2               | UCL                | 5                  | 1                  | -           | -           | -           | 33     | 12     |        |
| 2024-2025           | Stella Rossa        | SL                  | 9          | 4          | CS              | 1               | 3               | UCL                | 2                  | 0                  | -           | -           | -           | 12     | 7      |        |
| Totale Stella Rossa | Totale Stella Rossa | Totale Stella Rossa | 178        | 93         |                 | 21              | 10              |                    | 45                 | 16                 |             | -           | -           | 244    | 119    |        |
| Totale carriera     | Totale carriera     | Totale carriera     | 351        | 134        |                 | 44              | 12              |                    | 45                 | 16                 |             | -           | -           | 440    | 162    |        |

### Cronologia presenze e reti in nazionale
| Cronologia completa delle presenze e delle reti in nazionale ― Serbia | Cronologia completa delle presenze e delle reti in nazionale ― Serbia | Cronologia completa delle presenze e delle reti in nazionale ― Serbia | Cronologia completa delle presenze e delle reti in nazionale ― Serbia | Cronologia completa delle presenze e delle reti in nazionale ― Serbia | Cronologia completa delle presenze e delle reti in nazionale ― Serbia | Cronologia completa delle presenze e delle reti in nazionale ― Serbia | Cronologia completa delle presenze e delle reti in nazionale ― Serbia |
| Data                                                                  | Città                                                                 | In casa                                                               | Risultato                                                             | Ospiti                                                                | Competizione                                                          | Reti                                                                  | Note                                                                  |
| --------------------------------------------------------------------- | --------------------------------------------------------------------- | --------------------------------------------------------------------- | --------------------------------------------------------------------- | --------------------------------------------------------------------- | --------------------------------------------------------------------- | --------------------------------------------------------------------- | --------------------------------------------------------------------- |
| 13-11-2015                                                            | Ostrava                                                               | Rep. Ceca                                                             | 4 – 1                                                                 | Serbia                                                                | Amichevole                                                            | -                                                                     | 59’                                                                   |
| 5-9-2016                                                              | Belgrado                                                              | Serbia                                                                | 2 – 2                                                                 | Irlanda                                                               | Qual. Mondiali 2018                                                   | -                                                                     | 82’ 83’                                                               |
| 6-10-2016                                                             | Chișinău                                                              | Moldavia                                                              | 0 – 3                                                                 | Serbia                                                                | Qual. Mondiali 2018                                                   | -                                                                     | 46’                                                                   |
| 9-10-2016                                                             | Belgrado                                                              | Serbia                                                                | 3 – 2                                                                 | Austria                                                               | Qual. Mondiali 2018                                                   | -                                                                     | 66’                                                                   |
| 12-11-2016                                                            | Cardiff                                                               | Galles                                                                | 1 – 1                                                                 | Serbia                                                                | Qual. Mondiali 2018                                                   | -                                                                     | 70’ 90’                                                               |
| 15-11-2016                                                            | Charkiv                                                               | Ucraina                                                               | 2 – 0                                                                 | Serbia                                                                | Amichevole                                                            | -                                                                     | 69’                                                                   |
| 10-6-2019                                                             | Belgrado                                                              | Serbia                                                                | 4 – 1                                                                 | Lituania                                                              | Qual. Euro 2020                                                       | -                                                                     | 88’                                                                   |
| 7-9-2019                                                              | Belgrado                                                              | Serbia                                                                | 2 – 4                                                                 | Portogallo                                                            | Qual. Euro 2020                                                       | -                                                                     | 84’                                                                   |
| 10-9-2019                                                             | Lussemburgo                                                           | Lussemburgo                                                           | 1 – 3                                                                 | Serbia                                                                | Qual. Euro 2020                                                       | -                                                                     | 46’                                                                   |
| 12-11-2020                                                            | Belgrado                                                              | Serbia                                                                | 1 – 1 dts (4 – 5 dtr)                                                 | Scozia                                                                | Qual. Euro 2020                                                       | -                                                                     | 71’                                                                   |
| 10-6-2025                                                             | Leskovac                                                              | Serbia                                                                | 3 – 0                                                                 | Andorra                                                               | Qual. Mondiali 2026                                                   | -                                                                     | 61’                                                                   |
| Totale                                                                |                                                                       | Presenze                                                              | 11                                                                    |                                                                       | Reti                                                                  | 0                                                                     |                                                                       |

## Palmarès

### Club

#### Competizioni nazionali
- Campionato serbo: 5

Stella Rossa: 2015-2016, 2020-2021, 2022-2023, 2023-2024, 2024-2025
- Coppa di Serbia: 5

Stella Rossa: 2020-2021, 2021-2022, 2022-2023, 2023-2024, 2024-2025